# Лачинов, Владимир Павлович
Влади́мир Па́влович Лачи́нов (28 февраля 1865 — после апреля 1929) — русский филолог, переводчик, драматический артист, теоретик театрального искусства, театральный критик. Был в труппах разных Санкт-Петербургских театров, а в 1920-е — театров Украины. Сотрудничал со многими литераторами и режиссёрами.

## Биография
Сын химика-органика П. А. Лачинова. Мать Мария Константиновна Гульельми — внучка итальянского балетмейстера, танцовщика СПб Большого театра А. Гульельми. Воспитывался в 3-й СПб Военной Гимназии. С детства рос в Лесном Институте, в студенческой среде. В 1870 г. отец его принимал участие в политическом движении вместе с А. Н. Энгельгардтом, был заключен на некоторое время в Петропавловскую крепость. Сам Владимир Павлович «к политике отношения не имел», как он пишет в анкете для биографического словаря, «ибо всецело отдался своему увлечению театром». В. П. Лачинов — племянник физика Д. А. Лачинова и военного историка Н. А. Лачинов, писательницы П. А. Лачиновой (П. Летнёв), он — двоюродный дядька русско-французского художника Льва Шульца, двоюродный дед физикохимика М. М. Шульца, с дедом которого, А. И. Шульцем, его связывала многолетняя дружба, двоюродный прадед художника Алексея Шульца.
- 1882 — начал службу в Императорском Русском Историческом Обществе.
- 1885 — поступает в Драматическую школу при Императорских театрах.
- 1886 — «в звании действительного студента» окончил Санкт-Петербургский университет по специальности германо-романской филологии (ученик А. Н. Веселовского).
- 1888—1890 — канцелярист Лубенской Дворянской опеки (Полтавской губернии).
- 1894—1904 — переводчик штаба Корпуса пограничной стражи (Санкт-Петербург): губернский секретарь — 10 мая 1888; коллежский секретарь — 25 марта 1897; титулярный советник — 25 марта 1900[1].

## Творчество

### Литературная деятельность.
Первая публикация В. П. — рассказ «Вдвоём» («Живописное обозрение», № 7, 1889; в его же анкете для Драмсоюза она ошибочно отнесена к 1881), а первая его театроведческая статья (на основе вышедшей в 1892 в Париже книги Ж. Монваля) была посвящена французской актрисе XVIII в. Адриане Лекуврёр («Наше время» № 18, 19 за 1893). О некоторых других публикациях и постановках (по анкете из личного дела Драмсоюза), в том числе отсутствующих в анкете архива Венгерова:
- 1903 — «Бедный Генрих» Г. Гауптмана (пер. с поэтом А. А. Мюссар-Викентьевым,).
- 1904 — 18 сентября: «Кто сильнее» А. Стриндберга — Театр Яворской.
- 1906 — 9 октября: «Привидения» Г. Ибсена — Новый Василеостровский театр; 18 мая: «Электра» Г. Гофмансталя (пер. с В. Пястом);
- 1908 — 8 июля: «Пациенты» Биллода — по запросу Союза;
- 1909 — «Реванш борца» О. Мтенье;
- 1911 — 31 января: «Молодость Людовика XIV» А. Дюма-отца (с А. И. Светловым) — в Малом театре («P.S. Кроме того заявляю, что с величайшей охотой готов участвовать в благотворительных спектаклях Союза. В. П. Лачинов»).
- 1911 — 9 августа: Запрос Союза об условиях соглашения В. П. с антрепренёром В. В. Образцовым на исключительное право постановки пьесы «Что иногда нужно женщине» О. Уайльда в Самаре; «Комедианты» Г. Манна. (пер. с В. Ф. Лин /владелица театра миниатюр/), «Любовь в семнадцать лет» М. Дрейера и «За жизнь души» Э. Хардта;
- 1912 — 4 июля: «Исключительное право постановки переведённых мною пьес в городах Смоленск и Одесса, в течение 1912—1913 предъявлено Борису Сергеевичу Глаголину. В. П. Лачинов»;
- 1913 — «Неустрашимые люди» Б.Шоу; «Избирательные права женщинам» Б.Шоу («получена из Цензурного Комитета и согласно Вашего распоряжения передана Б. С. Неволину /режиссёр, предприниматель, владелец театров миниатюр/ — пьеса к постановке разрешена)»; «Любовь Шекспира» Харриса;
- 1914 — 17 апреля: пьеса В. П. Лачинова «Униженные и оскорблённые».
- 1915 — «Москва Тверская ул., номера Фальцфейна. Я объехал с Дольским 17 городов и везде за исключением некоторых южных городов, мы делали порядочные сборы. Доказательство того, что Дольского планы расширяются: он думает уже посетить весной Петроград, а затем, летом, двинуться по Волге. Вл. Лачинов»

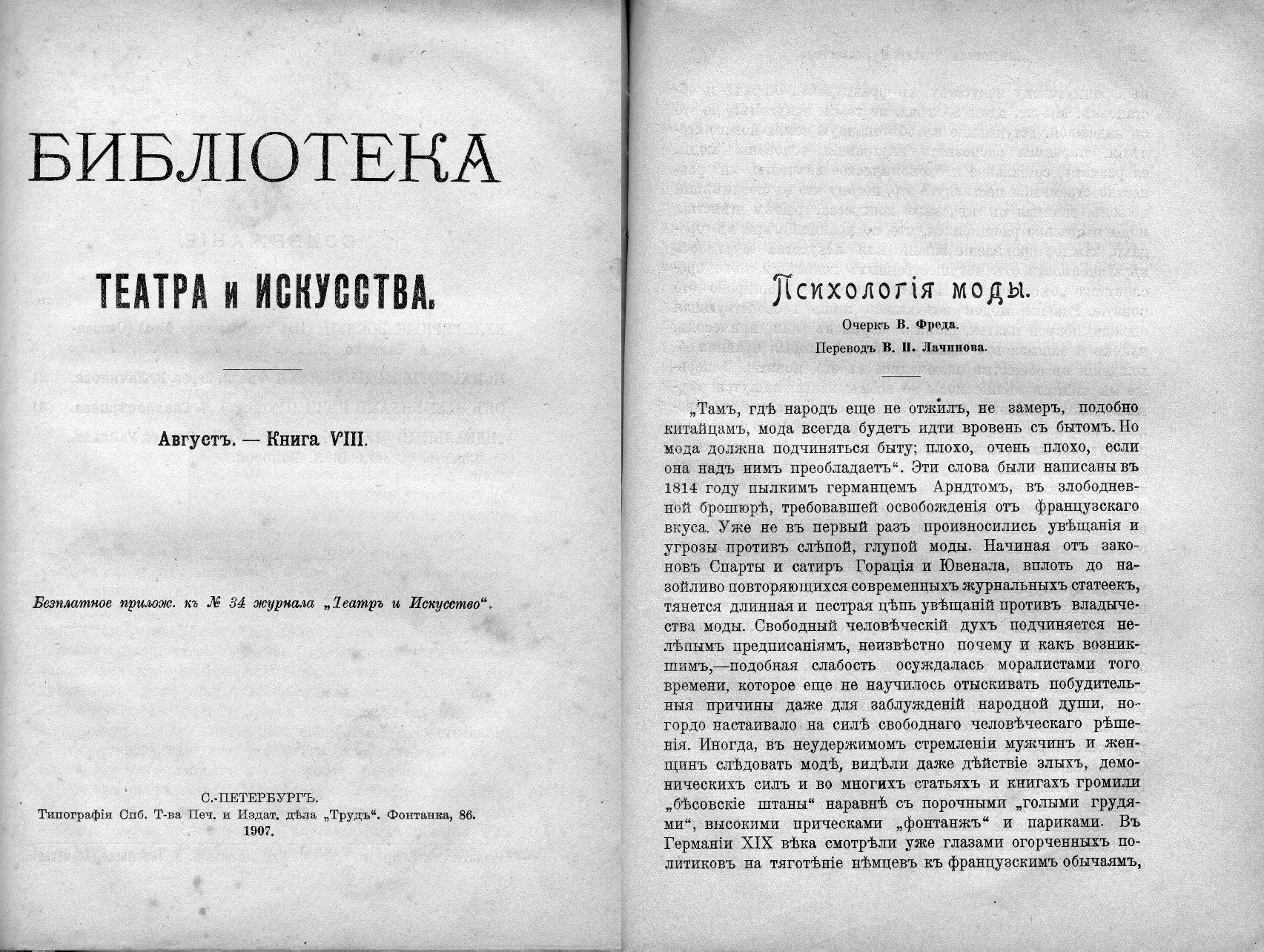
Титульный лист бесплатного приложения к журналу «Театр и искусство» и первая страница очерка В. Фреда «Психология моды» в переводе В. П. Лачинова из этого приложения (№ 8, 1907).

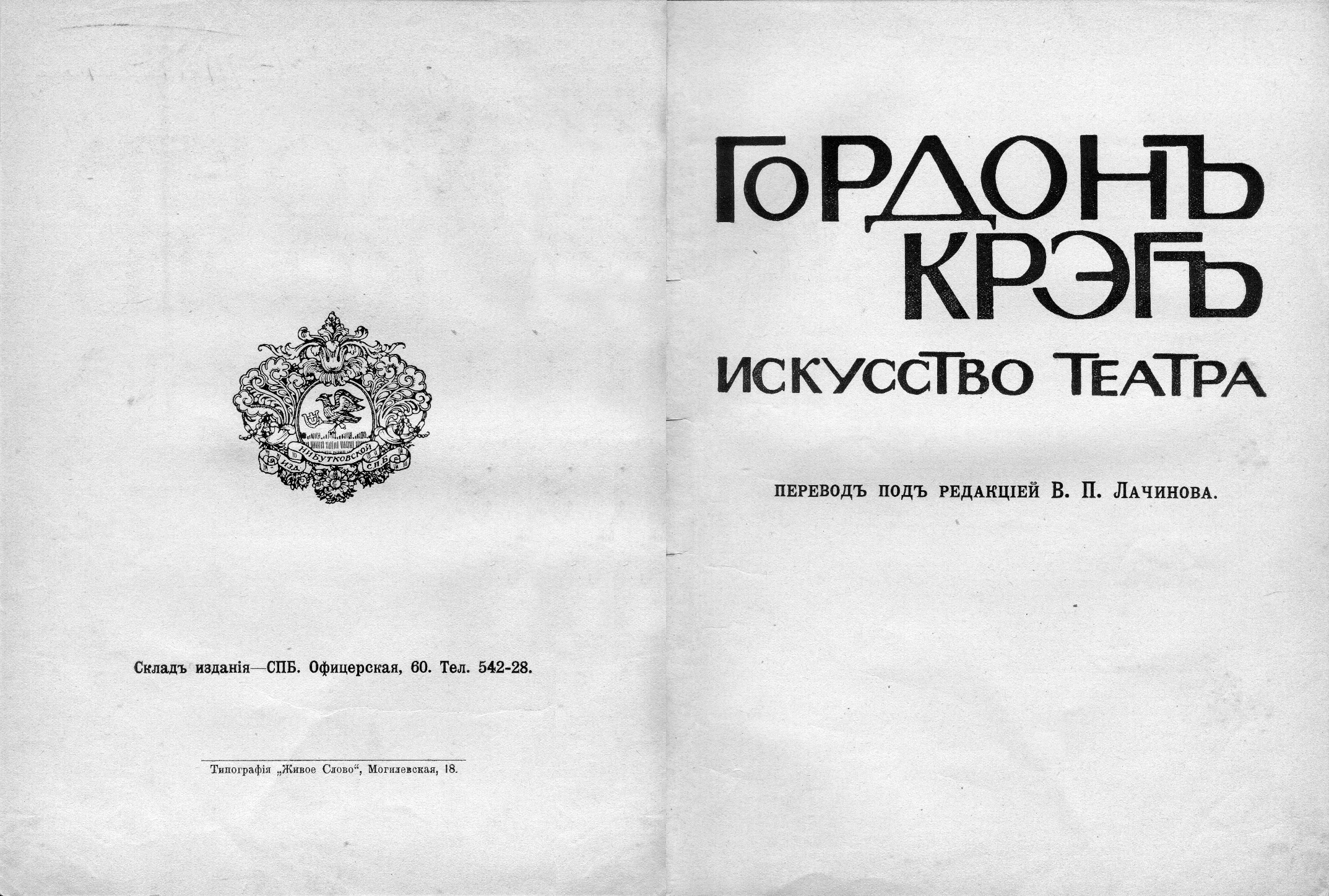
Титульный лист русского издания книги Гордона Крзга «Искусство театра». Перевод под редакцией В. П. Лачинова. Изд. Н. И. Бутковской. СПб. 1912

В период с 1890-х по конец 1920-х В. П. Лачиновым сделано около ста пятидесяти публикаций самой разной тематики (даны сведения только до 1917): литературные переводы (Г. Уэллс, М. Твен, Джером К. Джером, А. Шницлер, Г. Д’Аннунцио и мн. др.), биографии художников, поэтов, режиссёров, артистов (А. Н. Островский, В. В. Самойлов , Сара Бернар, Пюви де Шаванн, Д. Леопарди, Б. С. Глаголин (Гусев) и мн. др.), статьи по теории театра (Г. Крэг, Ш. Блан, «О новых сценических требованиях» /Г. Фукс (недоступная ссылка)/, Э. Поссарт  (недоступная ссылка), «О народном театре», «Нововведение в исполнение Гамлета», «Искусство мимики», «Выдающиеся новинки французского и немецкого театров», «Очерк японского театра» и мн. др.), переводы пьес (О.Уайльд, Г.Гауптман, Г.Ибсен, А. Стриндберг, Х. Гофмансталь, А. Мюссе и др.), исторические очерки и статьи по истории театра, обозрения современных культурных событий, эссе («Драматург-парижанин. Мельяк», «Письмо о Венской театральной музыкальной выставке», «Театр и масонство», «Родословная Ротшильдов», «Русский театр в царствование дома Романовых», «Мейнингейцы» /по А. В. Грубе/, «Фламмарион. Психологические загадки и область неведомого», «История костюма», «Психология моды», «Театр будущего» /по Г. Фуксу/, «Королева шведская Христина», «Конференция о мире, предсказанная голландским романистом /Людвигом Койперусом (Луи Куперус  — Louis Couperus)/», «Княгиня Доротея Ливен », Паоло Мантегацца «Искусство жениться», биографии артистов в Русском Биографическом словаре и в Словаре фирмы «Деятель» и многие другие).
Многие публикации являются единственными источниками, по которым можно составить представление о том или ином театральном явлении времени, об отдельных сценических судьбах, все они более не издавались. Одна из причин практически полного забвения деятельности В. П. Лачинова на этом поприще — подавляющее большинство публикаций он осуществлял в периодике, которая после 1917 года была доступна незначительному кругу исследователей. Это журналы и газеты «Живописное обозрение», «Новое время» («еженедельный журнал Фёдорова»), «Солнце России», «Зритель», «Русские ведомости», «Русский инвалид», «Вестник иностранной литературы» (более всего), «Журнал театра Литературно-художественного общества», «Ежегодник Императорских Театров», «Обозрение театров», в периодических изданиях «Библиотека театра и искусства», — «Театральная Россия», «Русская старина», «Сцена и жизнь», «Театр и Искусство». Лишь немногие, зачастую — единичные, переводы и труды печатались в издательствах Пантелеева, Санина, Корецкого («Детский Театр»), Циммермана, Бергера, Бутковской, в «Сатириконе», «Сфинксе», несколько статей — в Энциклопедии театра и искусства и наконец — в словаре фирмы «Деятель».
К востребованным сейчас относится, например, статья о выдающемся русском актёре, режиссёре, драматурге и критике Борисе Сергеевиче Глаголине, ближайшем друге Владимира Павловича Лачинова, содержащая материалы о почти забытом ныне театральном деятеле, новаторе.
Ещё в 1902 В. П. Лачинов, работая переводчиком в Портовой таможне, и являясь членом Общества народных развлечений, пытается начать издание театрального журнала «Сцена», но решение Главного управления по делам печати относительно его запроса на сей предмет гласило: «Принимая во внимание, что, по сообщённым Департаментом Полиции сведениям, проситель в материальном отношении является человеком малообеспеченным и следовательно не располагающим денежными средствами, необходимыми для издания проектированного им журнала, Г. У. полагало бы настоящее ходатайство отклонить».
В. Э. Мейерхольд (много лет В. П. — его консультант), В. Ф. Комиссаржевская (1905 — В. П. актёр, переводчик, секретарь «кружка самопомощи» её театра), Н. Н. Евреинов и др., используя знания и литературный дар В. П. — кто, понимая его потребность в живом «материале», а кто, словно «из снисхождения» — включали в свои постановки. В юбилейном издании Театра Суворина В. П. Лачинов, несмотря на давнюю службу в труппе, упомянут только как переводчик. Но и эта деятельность, как известно, редко случается благодарной. Когда пишут о наделавшей шуму своим выходом в 1911 книге «Нагота на сцене», редко вспоминают В. П. Лачинова, тем не менее три четверти этого издания, включая статью его авторства, — обязаны Владимиру Павловичу. Имеются свидетельства посещений и причастности В. П. к работе кабаре «Привал комедиантов» и «Бродячая собака».

### Сцена.
Начав с любительских спектаклей под руководством Е. П. Карпова, Владимир Павлович служил потом у Н. А. Попова, в театре Л. Б. Яворской, В. Ф. Комиссаржевской и, наконец, с 1908 г. попал в Театр Литературно-художественного общества. Причастен ко многим театральным предприятиям, о которых сказано далее.
Как актёр В. П. Лачинов участвовал в непродолжительной деятельности «Старинного театра», что известно из нескольких источников (В. Пяст, С. Эизенштейн и др.), однако сведения о деятельности Владимира Павловича в качестве переводчика для «Старинного театра» отсутствуют (возможно — был консультантом) — он играл в составе труппы театра Литературно-художественного общества — основной силы, помимо любителей, привлечённой к участию в этом эксперименте.
Что касается непосредственно артистической деятельности В. П. Лачинова, то полный список спектаклей, в которых он был занят, в настоящее время отсутствует. Однако, отсутствие упоминаний о каких-либо успехах его на подмостках, скорее всего, говорит о том, что его амплуа подразумевало в основном эпизодические, в лучшем случае — второстепенные роли. Об этом говорит, например, незначительность роли в спектакле «Поклонение кресту» (по П. Кальдерону) поставленном В. Э. Мейерхольдом в «Башене» Вяч. Иванова в 1910 году («…состоялось привлечение В. П. Лачинова. Только этот актёр — профессионал из Малого (Суворинского) театра — с обычным своим детским восторгом сейчас же согласился, и дневал и ночевал в те дни на „башне“, ставши и там „своим“, каким он был для меня с детства…», то же можно сказать и о его участии в Териокском театре. Мнение это подтверждает В. Пяст, который пишет: «Ведь Лачинова до сих пор его товарищи по службе, никак не признавали актёром — говорили про него: „А, Лачинов? Это очень образованный человек, он играет у нас“. Но никогда: „Наш актёр“».
В одном из сравнительно недавних изданий, посвящённых В. Э. Мейерхольду, при разборе материалов, относящихся к постановке блоковского «Балаганчика» в Концертном зале Тенишевского училища (весна 1914), К. Э. Гибшману гадательно приписан псевдоним «Гульельми», сомнения нет, в тот период сценическое имя В. П. Лачинова — фамилия матери. Он исполнитель роли «Человека в пальто» (во 2-м действии «Незнакомки» — «Глухонемого старика»). Весной 1914 г. В. П. числился в актёрском классе студии В. Э. Мейерхольда, он давно был связан с режиссёром и как актёр, и переводчик, печатался в «Любви к трём апельсинам» (его статья «Искусство и ремесло» — в номере журнала, в дни работы над спектаклем (1914, № 3). Его уже тогда считали «актёром с довольно солидным стажем».

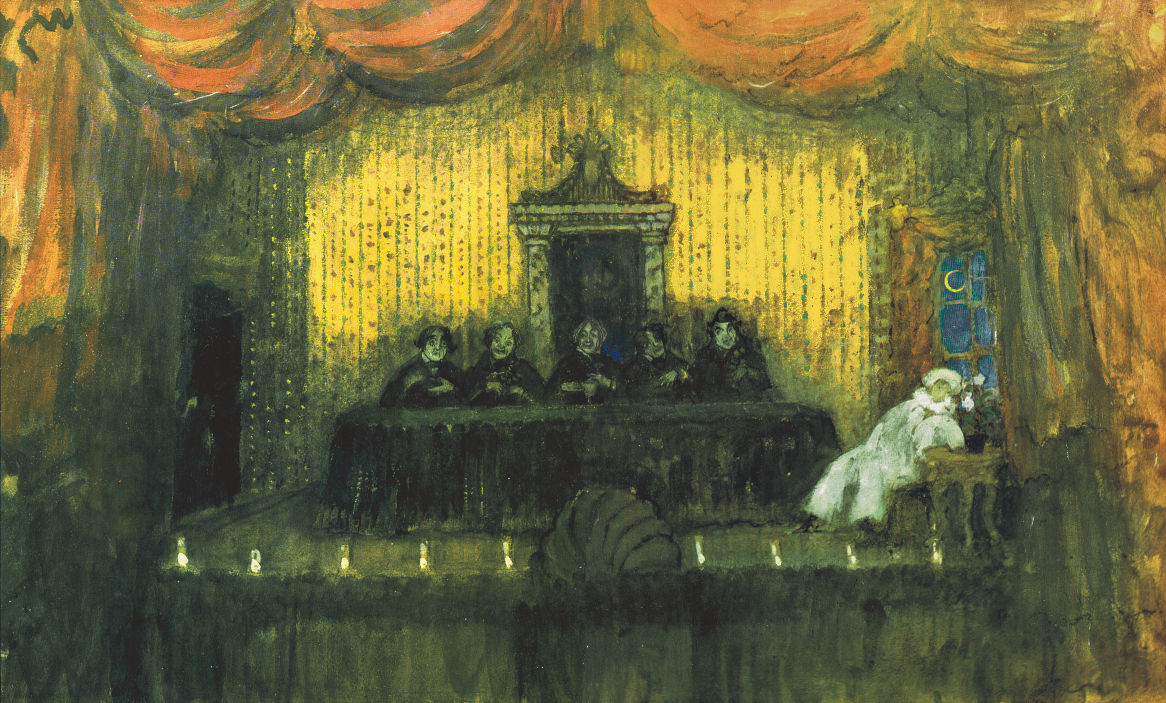
Н. Сапунов. «Собрание мистиков». Эскиз декорации к блоковскому спектаклю «Балаганчик» — постановка В. Э. Мейерхольда. Театр-студия на Офицерской 1906

В числе исполнителей роли одного из мистиков в «Балаганчике» В. Э. Мейерхольд указывает Лачинова; в проекте программы спектакля, как и в прошедшем цензуру её экземпляре, исполнители роли Председателя мистического собрания обозначены в очередь — гг. Гульельми и А. Бонди). В примечаниях сказано: …Явные псевдонимы: Гульельми, Линч, Линский. Под первым из них роль Председателя мистического собрания и кого-то из посетителей кабачка и гостиной играл К. Э. Гибшман (он был одним из мистиков в спектакле на Офицерской в 1906 г.). Его имени нет ни в одном из вариантов распределения и даже среди вызываемых на театральные репетиции, но Веригина пишет: «Пришлось пригласить <···> на роль Председателя в „Балаганчике“ Гибшмана»… В воспоминаниях же Грипича исполнителями роли Председателя мистического собрания названы Лачинов и А.Бонди (!), Тавелинский (Линский ?), Зариницын, В. Я. Степанов и все, исполнявшие роли слуг просцениума.). В программе спектакля не упомянуты Лачинов (Линч ?),

### После 1917-го…
О дальнейшей судьбе Лачинова известно из его личного дела, хранящегося в фонде архива Драмсоюза (Союз драматических и музыкальных писателей), которое содержит данные для библиографии пьес его сочинения, и переведённых им — заявленных для охраны авторских прав (всё − 1903—1929). Почти все корреспонденции Лачинова (с 1915) адресованы секретарю Союза Борису Ильичу Бентовину, драматургу и критику, известному своими публикациями под псевдонимом «Импрессионист».
- 1917 — «в театрах б. Зимнего дворца»; Харьков: «Красный крокодил». Комедия в 5 д. Викторьена Сарду; Старая Русса
- 1918 — в Петрограде, «живу по Екатерининскому каналу, д. 119, кв. 19, куда и прошу отправлять мне расчётные счёты. Деньги, посланные в Старую Руссу, я получил…»
- 1919 — «Тринадцать» Дюге и Посельне (Из Бальзака) — в (Летнем) Драматическом Коммунальном театре (б. Народный дом).
- 1920 — апрель, Великие Луки, «Я здесь очень поправился, хотя хлеб дошёл уже до 170 р. Играю и преподаю в Студии, но иногда мучает смертельная скука. Здесь три театра, и все переполнены. На досуге я инсценировал роман Диккенса „Оливер Твист“»

О В. П. Лачинове, который читал лекции по режиссуре и актёрской технике в драм. студии при Гарнизонном театре, С. М. Эйзенштейн пишет в своём письме матери (Великие Луки, февраль 1920): «Очаровательный старичок, актёр (54 года) В. П. Лачинов — массу видавший и знающий, а главное, принимавший участие буквально во всех экспериментальных театрах: „Старинном“, териокском — Мейерхольда, Комиссаржевской, „Привале“, „Бродячей собаке“… Очень интересный и страшно милый, маленький старикашка в подвязанной кушаком шубёнке, с кашне вместо галстука».
- 1920 — июль, Великие Луки: «Жить здесь очень приятно, но цены почти петербургские. Сегодня поставил Вашу (Б. И. Бентовина) пьесу „Конец драмы“»
- 1921 — Великие Луки: «Положение в театре хорошее. И всё-таки жду не дождусь, когда будет можно переехать в Петербург»; май, Великие Луки: «Я застрял пока здесь, но уже написал в Саратовскую губ., чтобы перевестись в г. Петровск. Встречаюсь тут с Еленским, которого чествовали недавно как героя труда»;
- 1922 — Павлоград: «Сначала мне жилось здесь хорошо, но теперь труппа разъехалась, и я очень бедствую, ставлю изредка спектакли с любителями, не могу свести концов. Хлеб у нас 11 тыс. фунт»; сентябрь, Полтава: Гостеатр имени Гоголя. «Я езжу с труппой Влад. Алекс. Стронского, с которым служили в Малом театре. Случайно встретились в Павлограде»; Винница: «…нахожусь в Коллективе В. А. Стронского. Перебиваемся с хлеба на квас. Делает сборы написанная мною пьеса»
- 1924 — апрель, Пирятин: «Дело у Стронского ликвидируется, и с 10-го мая я остаюсь без гроша. Поэтому, если возможно, откройте мне ссуду, чтобы добраться хоть до приличного города. …Моя пьеса „Дело Бейлиса“ с успехом шла у нас в коллективе во многих городах Украины, но актёры Союза являлись к нам не больше, как в двух местах, поэтому вряд ли к Вам и за неё поступило. Так будьте добры, выручайте…»; май, из Драмсоюза: «Многоуважаемый Владимир Павлович, из прилагаемого расчётного листа Вы убедитесь, что Вам причитается всего 29 коп. Высылается, однако, Вам десять рублей авансом — в виду изложенных Вами в письме обстоятельств…»
- 1925 — сентябрь: «…наконец очутился в Харькове и служу в Госдет театре (детском. т.), где режиссирует Глаголин русскими пьесами, а для украинских другой режиссёр. Придётся играть по-украински»; октябрь — Харьков: «Я устроился, благодаря Б. С. Глаголину… Здесь играют порядочные актёры, и некоторые пьесы ставит Глаголин. Только очень мизерное жалованье… Всё таки я рад, что могу побыть на одном месте в большом городе. Беда, что приходится играть большей частью по-украински…» (С 1926 Б. С. Глаголин с театром И. Франко в Киеве, далее — эмигрант); ноябрь, Харьков: «Приходится играть и по-украински и по-русски. Вообще украинизация сильная»
- 1926 — август, Харьков: «…на положении безработного, хотя играю иногда, но приходится довольно туго».
- 1927 — июль, Харьков: «…Зимой кое-как добываю себе на пропитание в Муздраминституте, но летом всё прекращается и приходится плохо. Литературная работа здесь может быть только на украинском языке, а писать по-украински я ещё не могу»
- 1928 — июль, Харьков: «Я теперь живу уроками — очень плохо»
- 1929 — апрель, Харьков: «Многоуважаемый Борис Ильич, Будьте добры, вышлите мне авторские, если они есть. …Я — теперь инвалид труда и получаю пенсию. Собираюсь переехать в Севастополь — на покой. Но это не раньше середины мая. Жму Вашу руку. Вл. Лачинов»[9]

В. П. Лачинов также сотрудничал с А.Аверченко (в том числе в «Сатириконе»), А. А. Блоком и мн. др, — играл в «Кривом зеркале», — бывал в «башне» А. Я. Головина.